# Салтыков, Александр Николаевич
Светлейший князь Алекса́ндр Никола́евич Салтыко́в (1775/1776—1837) — товарищ министра иностранных дел Российской империи, тайный советник, гофмейстер, действительный камергер.

## Биография
Родился 27 декабря 1775 (7 января 1776) года. Был вторым сыном «паркетного» генерал-фельдмаршала Н. И. Салтыкова.
При самом рождении зачислен был в Преображенский полк унтер-офицером. В 1787 году уже в чине подпоручика был переведён в Семёновский лейб-гвардии полк; 25 марта 1790 года назначен камер-юнкером к Высочайшему двору с оставлением в полку. 
С 12 ноября 1796 года — действительный камергер; 27 ноября 1798 года произведен в тайные советники, а 23 декабря того же года пожалован командором ордена Св. Иоанна Иерусалимского.
16 марта 1799 г. назначен гофмейстером ко двору вел. княжны Марии Павловны. 7 апреля 1801 г. повелено ему присутствовать в Коллегии иностранных дел. 12 августа 1802 г. поручено ему принять заведование текущими делами коллегии вместо тайного советника Д. П. Татищева. 20 февраля 1803 г. возложено на него исправление должности обер-церемониймейстера Высочайшего двора по случаю увольнения в двухгодовой отпуск гр. Ю. А. Головкина. 8 февраля 1804 г. он был уволен от присутствования в Коллегии иностранных дел.
Высочайшим указом 3 декабря 1804 г. назначен к присутствованию в Правительствующем сенате. В звании сенатора он присутствовал в 1804—1805 гг. в Межевом департаменте, в 1805—1808 гг. в 3 департаменте, в 1809—1817 гг. в І отд. 3-го департамента. 2 июля 1806 г. назначен товарищем министра иностранных дел. По случаю отъезда министра иностранных дел барона Будберга с Государем к действующей за границей армии, 16 марта 1807 г. возложено было на Салтыкова управление министерством, которым он и заведовал до возвращения министра, по 27 июля 1807 г.
Почетный член Академии наук c 01.11.1809. Высочайшим указом 4 февраля 1810 г. назначен был членом Государственного Совета по департаменту законов, с увольнением от должности товарища министра иностранных дел. 12 июля того же года назначен директором Государственной комиссии погашения долгов.
9 апреля 1812 г. поручено ему управление Коллегией и Министерством иностранных дел на время отсутствия государственного канцлера графа Н. П. Румянцева и повелено присутствовать в Комитете Министров. 18 декабря 1812 г. он был уволен, по прошению, от временного управления Иностранным департаментом. Высочайшим указом 5 марта 1817 г. уволен, согласно прошению, по расстроенному здоровью от всех дел. За время службы был пожалован орденами Св. Владимира 1-й степени, Св. Александра Невского и Св. Анны 1-й степени, а также званием почётного опекуна. Являлся владельцем усадьбы Красное Подольского уезда Московской губернии Находясь в отставке, умер 27 января 1837 г.
По мнению современников, Салтыков по уму, образованию, благородному характеру принадлежал к числу лучших людей своего времени, но не пользовался благосклонностью Александра I. Их размолвка произошла ещё в молодости и причастен к ней был князь П. М. Волконский.
По словам Карамзина, Салтыков был «человеком умным и приятным, которых не много в Петербурге».

## Семья

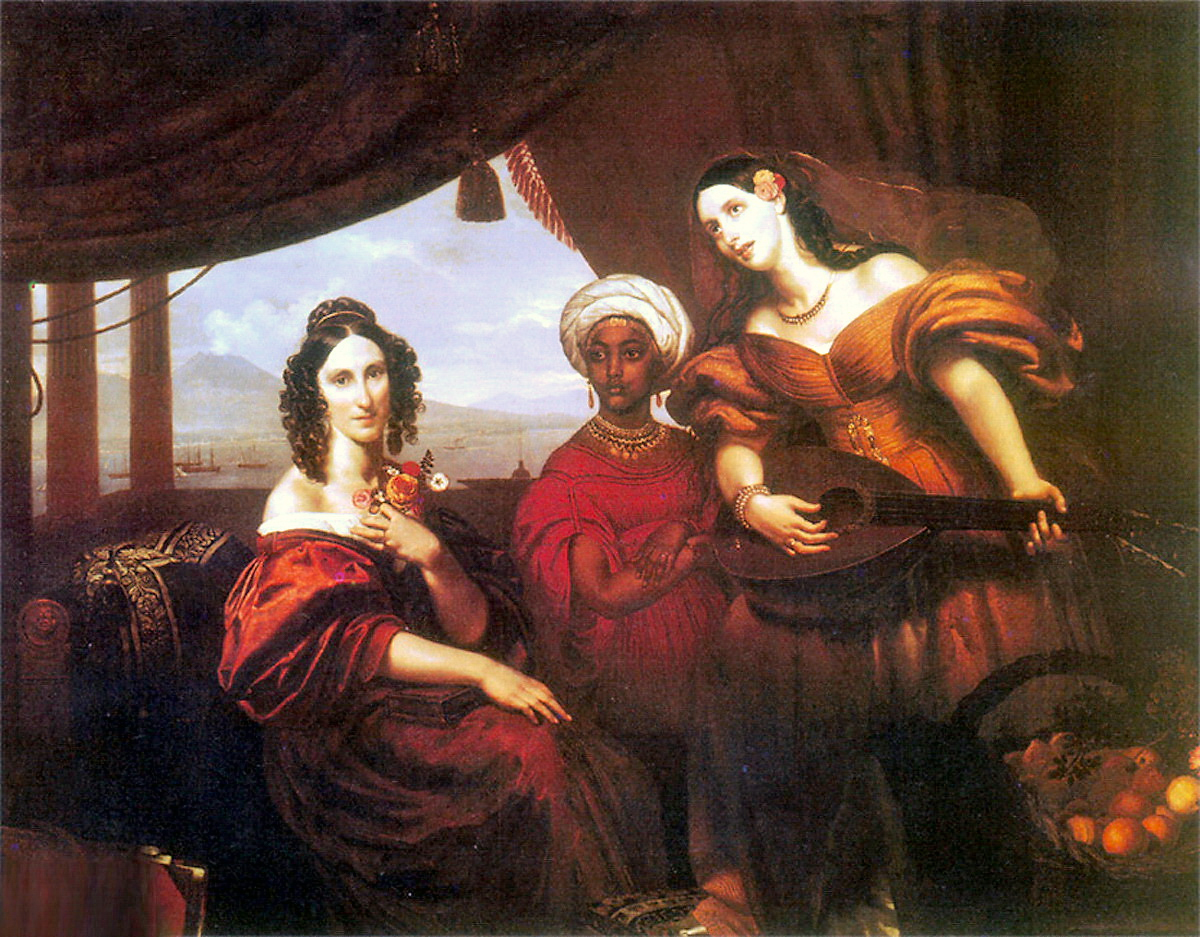
Дочери Софья и Мария на портрете Кипренского

С апреля 1801 года был женат на графине Наталье Юрьевне (1787—1860), единственной дочери графа Ю. А. Головкина. Как последний в роде, отец передал ей свою фамилию. От этого брака идёт ветвь князей Салтыковых-Головкиных в лице детей:
- Елена Александровна (1802—1828), с 1821 года замужем за князем Н. Б. Голицыным (1794—1866), их сын известный дирижёр Ю. Н. Голицын (1823—1872). Со слов внучки, Е. Ю. Хвощинской «была высокой, красивой брюнеткой», скончалась от горловой чахотки[4].
- Екатерина Александровна (1803—1852), замужем за князем И. А. Долгоруковым (1797—1848).
- Софья Александровна (1806—1841), с [1825 год]а замужем за графом Г. П. Шуваловым (1804—1859). Умерла 29 января 1841 года от чахотки в Венеции. Была похоронена в склепе под церковью селе Вартемяки, Петербургского уезда.
- Мария Александровна (1807—1845), замужем за графом Болеславом Потоцким (1805—1893); скончалась в Париже от чахотки.
- Юрий Александрович (ум. 1841).
- Алексей Александрович (22.08.1825—1874), крещен 10 сентября 1825 года в церкви Св. Николая Чудотворца при доме князя Салтыкова, крестник князя Д. Н. Салтыкова и княгини Е. В. Салтыковой[5], коллежский асессор, женат на Вере Ивановне Лужиной (1832—1885), дочери И. Д. Лужина. Владелец усадьбы Красное Подольского уезда Московской губернии[2], села Долгоруково Пензенской губернии[6]. Похоронен в Донском монастыре.